# Závojenka Hochstetterova
Závojenka Hochstetterova (Entoloma hochstetteri) je endemický druh houby z čeledi závojenkovité (Entolomataceae).

## Znaky
Kuželovitý až mírně plošně rozprostřený klobouk má v průměru 3,5-5 cm. Okraje mohou být v mládí podvinuté, ve stáří lehce popraskané. Středový hrbol je výrazně špičatý. Pokožka je výrazně, indigově modrá, ve středové části je zpravidla světlejší.
Tenké, dlouhé, rovněž modré lupeny jsou u třeně přirostlé až mírně sbíhavé, na klobouku mírně hustě uspořádané. Výtrusný prach je červenorůžový, kvůli tomu mohou lupeny nabývat růžového nádechu.
Třeň je 5-10cm dlouhý, tenký, rovněž modrý, suchý, může se zkrucovat.
Dužnina modrá, nemá žádnou chuť ani vůni.

## Užití
O poživatelnosti houby není zatím nic moc známo. Kvůli její náležitosti k majoritně jedovatému rodu závojenek (Entoloma) se předpokládá, že je jedovatá. V současné době probíhají výzkum o potenciálním využití plodnic k produkci potravinářských barviv.

## Ekologie
Plodnice rostou rozptýleně od ledna do července ve smíšených lesích.

## Rozšíření
Tento druh se v některých zdrojích uvádí jako endemit Nového Zélandu. Velmi ojediněle byl však pozorován také v Austrálii, Japonsku a Indii, přičemž není jisté, zda se jedná o stejný či jen podobný druh.

## Galerie

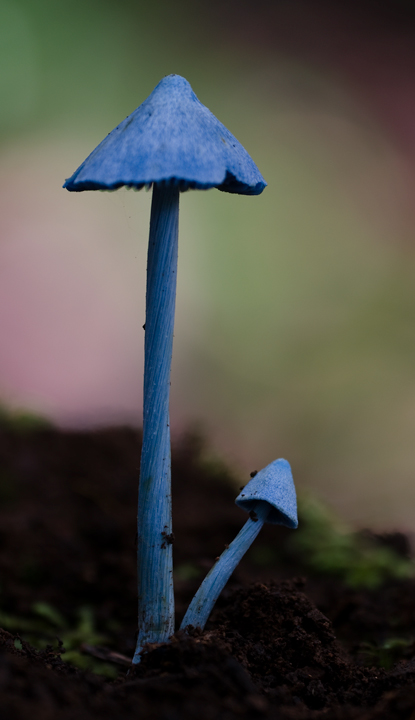
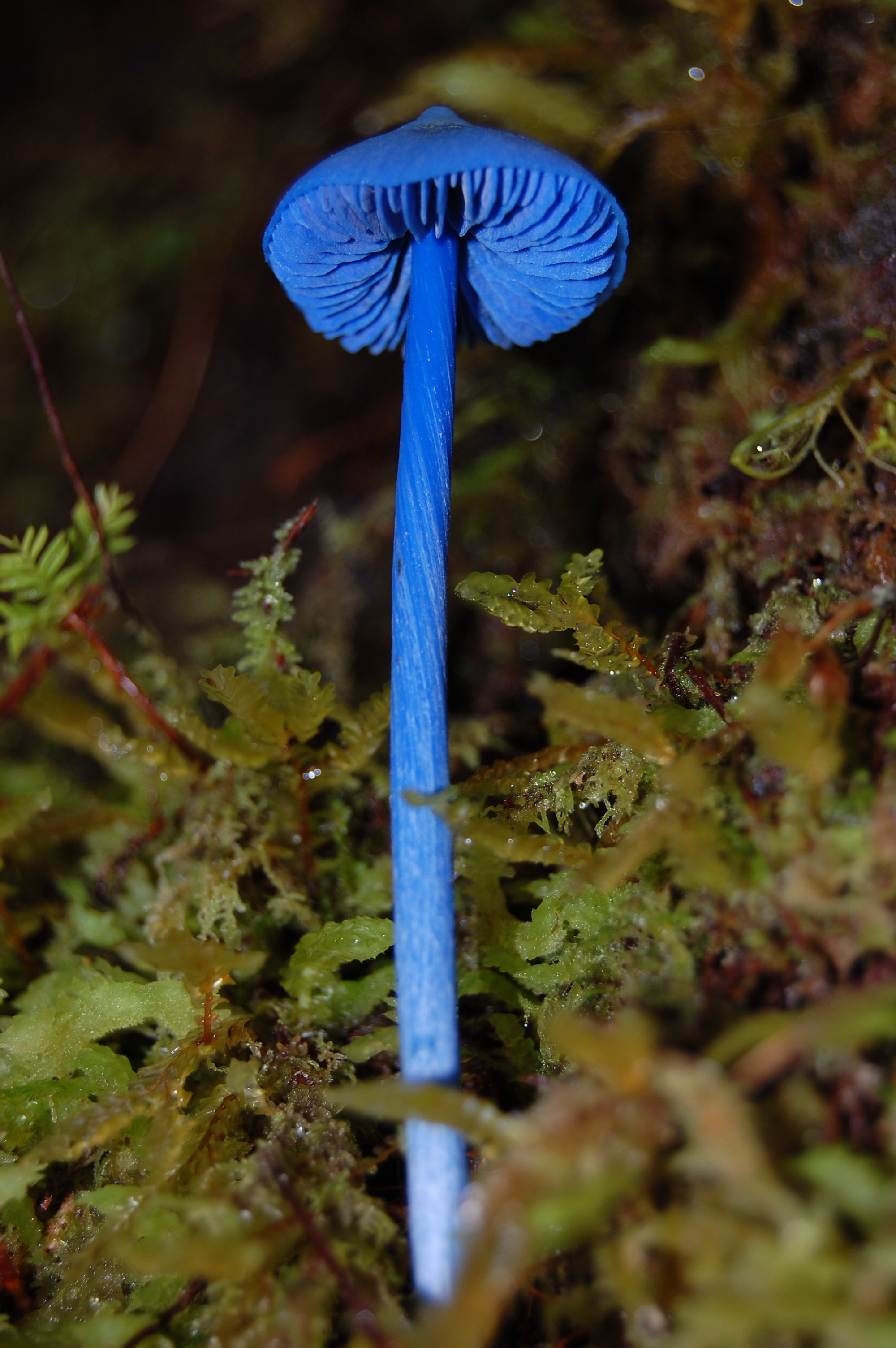
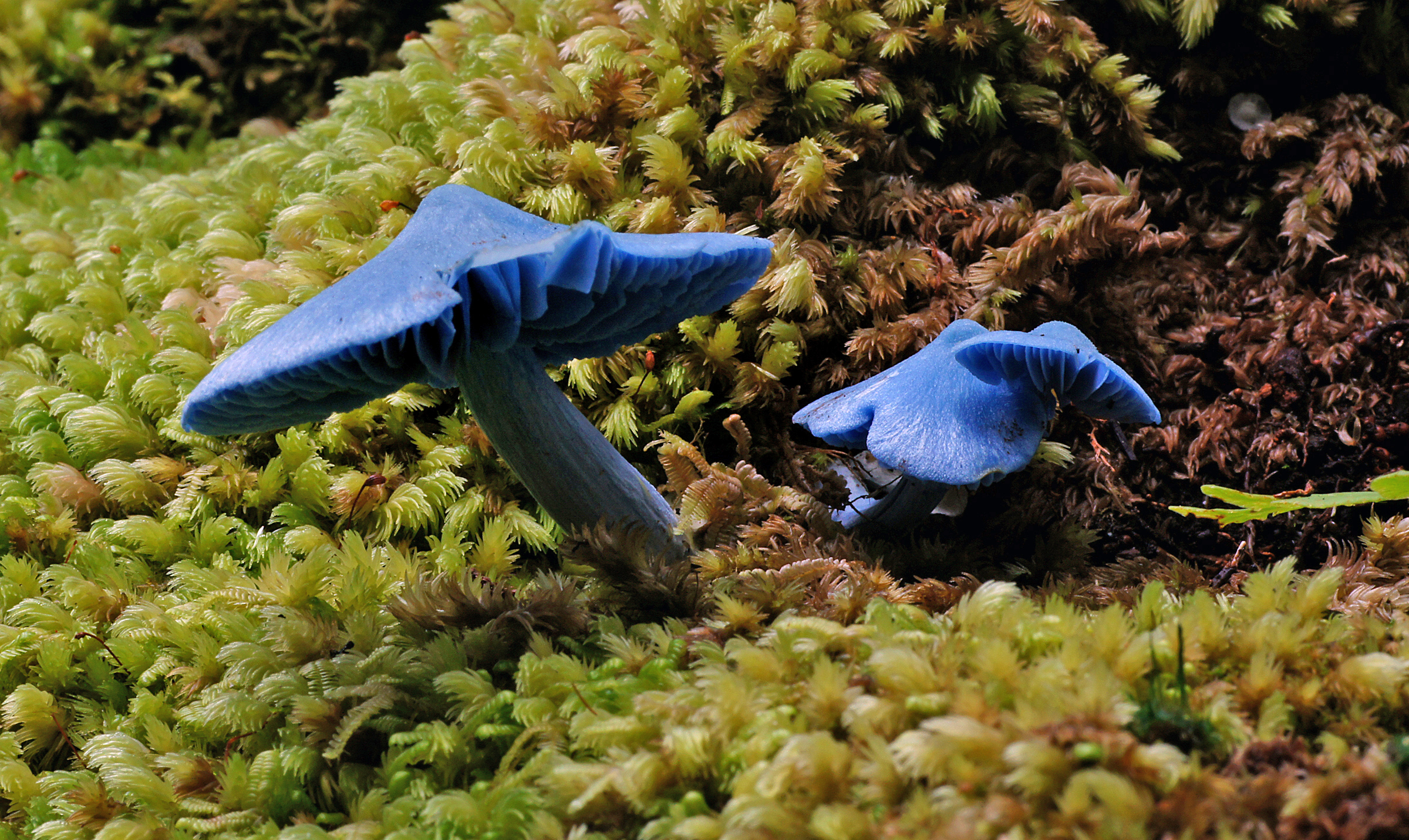
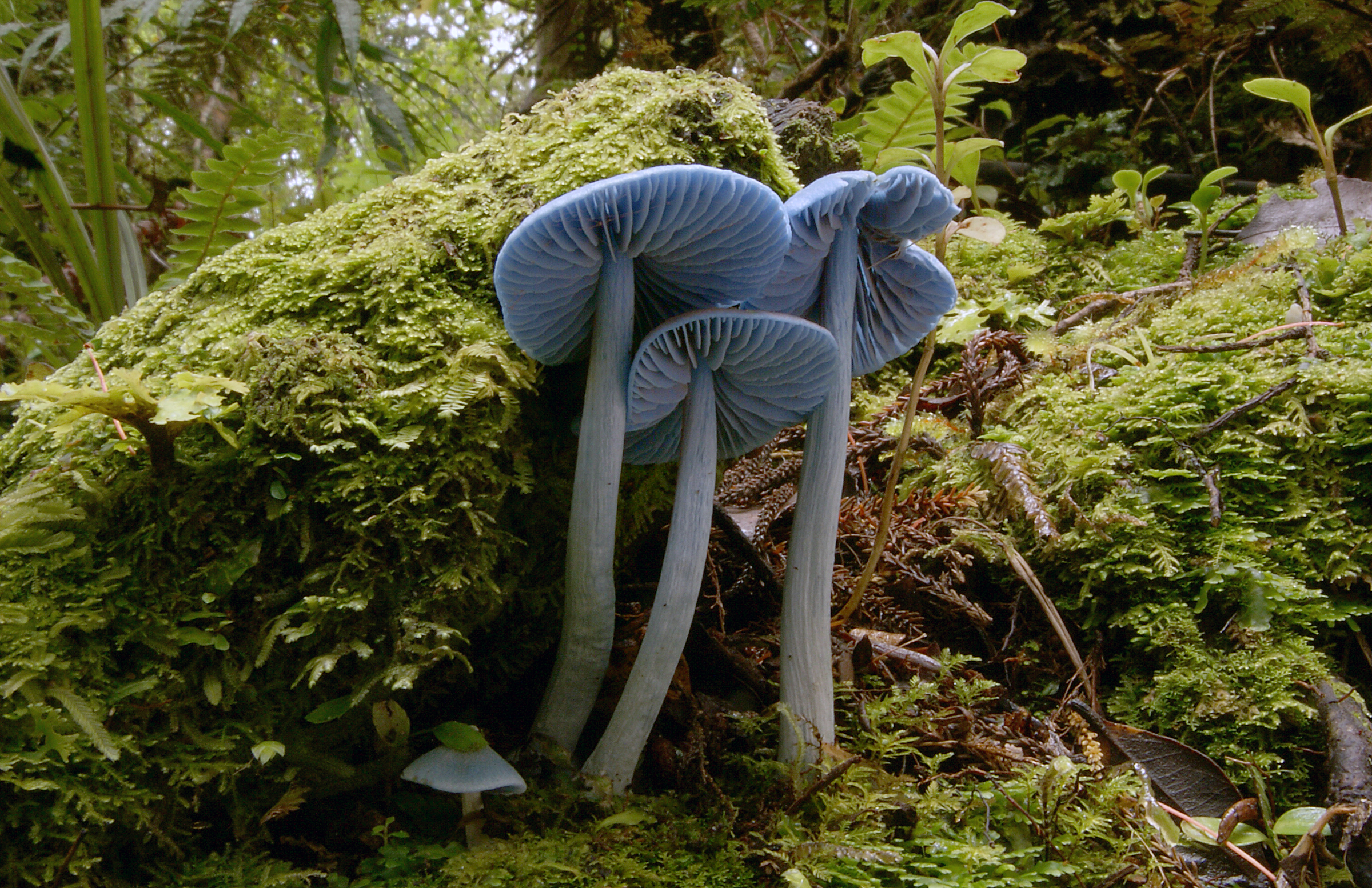

## Možnost záměny
Jak bylo výše zmíněno, podobně vypadající plodnice byly nalezeny i mimo Nový Zéland. Dokud neproběhne podrobnější výzkum a případný popis těchto hypotetických druhů, považuje se tato závojenka za nezaměnitelnou.

## Zajímavosti
- Nádherné, výrazně modré zbarvení je způsobeno přítomností azulenů.[4][7]
- Houba je vyobrazena na novozélandské 50$ bankovce.